# Cabo Catoche
Cabo Catoche är en udde i Mexiko.   Den ligger i delstaten Quintana Roo, i den östra delen av landet, 1 300 km öster om huvudstaden Mexico City.
Terrängen inåt land är mycket platt. Havet är nära Cabo Catoche åt nordväst. Runt Cabo Catoche är det glesbefolkat, med 8 invånare per kvadratkilometer.